# Calumma parsonii
Il camaleonte di Parson (Calumma parsonii (Cuvier, 1824)) è un sauro della famiglia Chamaeleonidae, endemico del Madagascar.

## Descrizione

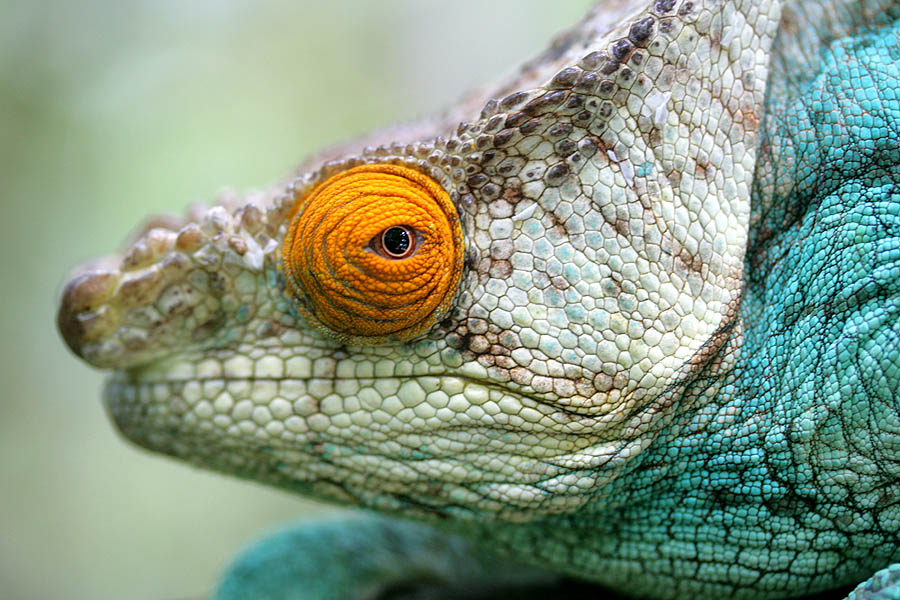
Primo piano di un maschio

È uno dei più grandi rappresentanti della famiglia Chamaeleonidae: può raggiungere la lunghezza di 60 cm, di cui 35 spettano alla robusta coda prensile.  Le zampe presentano 2 dita opponibili, adatte ad afferrarsi saldamente a qualsiasi appiglio. Gli occhi possono muoversi indipendentemente l'uno dall'altro. In questo modo il camaleonte può vedere a 360° l'ambiente intorno a lui.
È in grado di cambiare colore della pelle a seconda sia delle emozioni, sia dell'ambiente in cui si trova.

## Biologia
È ben adattato alla vita sugli alberi e scende a terra solo per deporre le uova. Si sposta sui rami molto lentamente ondeggiando come una foglia al vento in modo da non allarmare le sue prede.

### Alimentazione
La sua lingua è un'arma micidiale. Di solito rimane ripiegata all'interno della bocca. Quando individua un insetto, si avvicina lentamente e, raggiunta la distanza ottimale, preme violentemente la bocca in modo che la lingua, intrisa di saliva appiccicosa, venga scagliata verso la preda con velocità sorprendente.  L'insetto colpito rimane invischiato sulla punta della lingua e portato alla bocca del camaleonte.

## Distribuzione e habitat
Questa specie è diffusa nelle foreste pluviali del Madagascar orientale, da Ranomafana a sud sino alla penisola di Masoala a nord; è segnalata anche sull'isola di Nosy Boraha.

## Conservazione
La IUCN Red List classifica C. parsonii come specie prossima alla minaccia di estinzione (Near Threatened).